# エア・イタリー (2018-2020年)
エア・イタリー (Air Italy) は、イタリアに存在した航空会社。2020年に会社清算された。

## 概要
1963年3月29日にアリサルダとして、エアタクシーおよびチャーター便航空会社としてサルデーニャの観光局の援助を得て設立された。1964年から定期便の運航を開始、その後1991年5月の臨時株主総会にてメリディアーナへ改名した。イタリア第2の航空会社である。
2006年12月にはミラノを本拠とするユーロフライの主要株主となって、2008年から同社を実質子会社化した。2010年に同社を統合し、メリディアーナ・フライとなった。また、2011年には初代のエア・イタリーを傘下に収めた。
サルデーニャ島を中心に、格安航空会社としての料金設定の定期便を運航しているが、サルデーニャの住民には特別料金が適用されるなど、地域公共サービスとしての性格も併せ持っている。
2018年2月19日、ミラノでの記者会見にて初代のエア・イタリーと合併し、ブランド変更に伴って新しい社名をエア・イタリーとすることを発表した。
2018年3月1日、エア・イタリーとして正式に操業を開始し、メリディアーナの公式ホームページも新生エア・イタリーへ移行した。
2020年2月11日、株主総会でまた清算決断手続きに入ることが決まった。同日付で航空機の運航は停止され、予約客には払い戻しが行われた。株式の49%を保有するカタール航空は投資を続ける意欲を示していたが、残り51%を保有する持ち株会社アリサルダの同意が得られなかった。

## 就航都市
| エア・イタリー 就航都市 （2018年3月現在） | エア・イタリー 就航都市 （2018年3月現在） | エア・イタリー 就航都市 （2018年3月現在） | エア・イタリー 就航都市 （2018年3月現在） | エア・イタリー 就航都市 （2018年3月現在） |
| ----------------------------------------- | ----------------------------------------- | ----------------------------------------- | ----------------------------------------- | ----------------------------------------- |
| 国                                        | 都市                                      | 空港                                      | 備考                                      |                                           |
| ヨーロッパ                                |                                           |                                           |                                           |                                           |
| イタリア                                  | ミラノ                                    | ミラノ・マルペンサ空港                    | ハブ空港                                  |                                           |
| イタリア                                  | ミラノ                                    | ミラノ・リナーテ空港                      |                                           |                                           |
| イタリア                                  | ナポリ                                    | ナポリ・カポディキーノ国際空港            |                                           |                                           |
| イタリア                                  | ローマ                                    | フィウミチーノ空港                        |                                           |                                           |
| イタリア                                  | ヴェネツィア                              | ヴェネツィア・テッセラ空港                |                                           |                                           |
| イタリア                                  | トリノ                                    | トリノ空港                                |                                           |                                           |
| イタリア                                  | ボローニャ                                | ボローニャ・ボルゴ・パニゴーレ空港        |                                           |                                           |
| イタリア                                  | ラメーツィア・テルメ                      | ラメツィア・テルメ空港                    |                                           |                                           |
| イタリア                                  | カターニア                                | カターニア・フォンタナロッサ空港          |                                           |                                           |
| イタリア                                  | ヴェローナ                                | ヴェローナ・ヴィッラフランカ空港          |                                           |                                           |
| ロシア                                    | モスクワ                                  | ドモジェドヴォ空港                        |                                           |                                           |
| イギリス                                  | ロンドン                                  | ロンドン・ガトウィック空港                | 2018年6月2日就航                          |                                           |
| 北アメリカ                                |                                           |                                           |                                           |                                           |
| アメリカ合衆国                            | ニューヨーク                              | ジョン・F・ケネディ国際空港               | 2018年6月1日就航                          |                                           |
| アメリカ合衆国                            | マイアミ                                  | マイアミ国際空港                          | 2018年6月8日就航                          |                                           |
| アフリカ                                  |                                           |                                           |                                           |                                           |
| エジプト                                  | カイロ                                    | カイロ国際空港                            |                                           |                                           |
| ケニア                                    | モンバサ                                  | モイ国際空港                              |                                           |                                           |
| セネガル                                  | ダカール                                  | レオポール・セダール・サンゴール国際空港  |                                           |                                           |
| ナイジェリア                              | ラゴス                                    | ムルタラ・モハンマド国際空港              |                                           |                                           |
| ガーナ                                    | アクラ                                    | コトカ国際空港                            |                                           |                                           |
| 東南アジア                                |                                           |                                           |                                           |                                           |
| タイ                                      | バンコク                                  | スワンナプーム国際空港                    | 2018年9月9日就航                          |                                           |

## 保有機材

### 運航機材

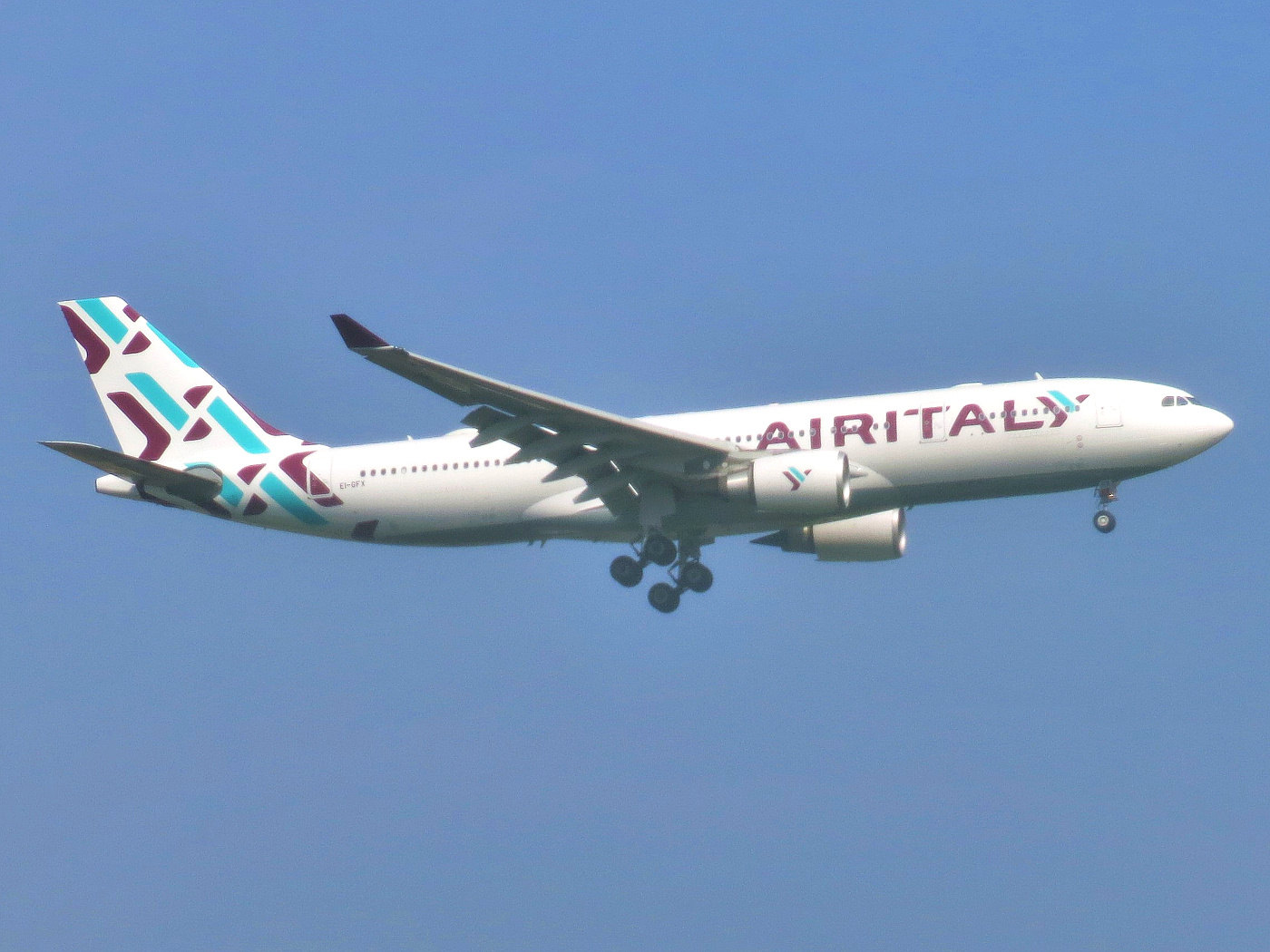
エアバスA330-200
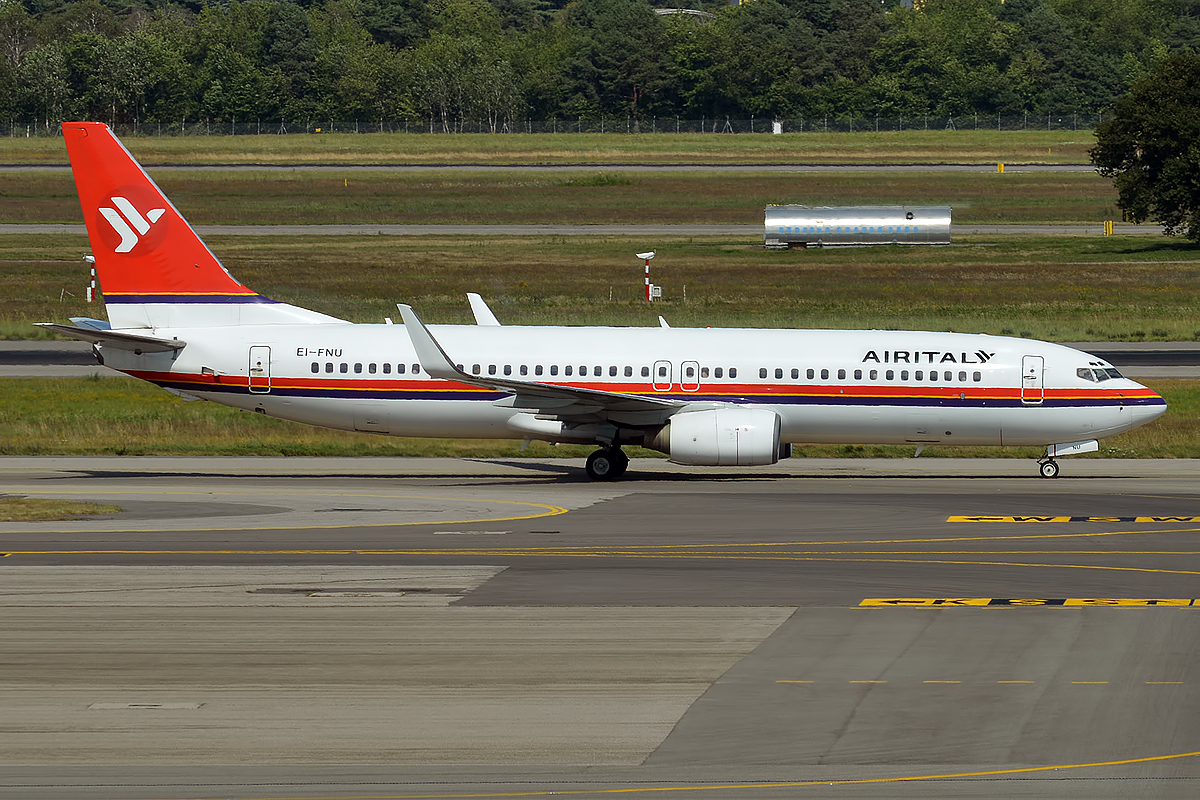
ボーイング737‐800

2019年8月現在
| 機材              | 運用機数 | 発注機数 | 座席数 | 座席数 | 座席数 | エンジン       | 備考                                               |
| 機材              | 運用機数 | 発注機数 | C      | Y      | Total  | エンジン       | 備考                                               |
| ----------------- | -------- | -------- | ------ | ------ | ------ | -------------- | -------------------------------------------------- |
| エアバスA330-200  | 5        | 2        | 24     | 236    | 260    | GE CF6‐80E1A4  | ボーイング767-300ERの代替機、 カタール航空から転籍 |
| ボーイング737-700 | 1        | ー       | ー     | 148    | 148    | CFM CFM56-7B22 | ボーイング737MAXの運航停止 により、運航を継続中    |
| ボーイング737-800 | 4        | ー       | ー     | 189    | 189    | CFM CFM56-7B26 | ボーイング737MAXの運航停止 により、運航を継続中    |
| ボーイング737MAX8 | 3        | 17       | 12     | 174    | 186    | CFM LEAP-1B    | ボーイング737NGの代替機、 現在、運航停止中         |
| 合計              | 13       | 19       |        |        |        |                |                                                    |

- エアバスA330-200
- ボーイング737‐800

### 退役済機材一覧
- ボーイング757-200
- ボーイング767-300ER
- マクドネル・ダグラスMD-80
- サーブ2000

### 機材導入計画について

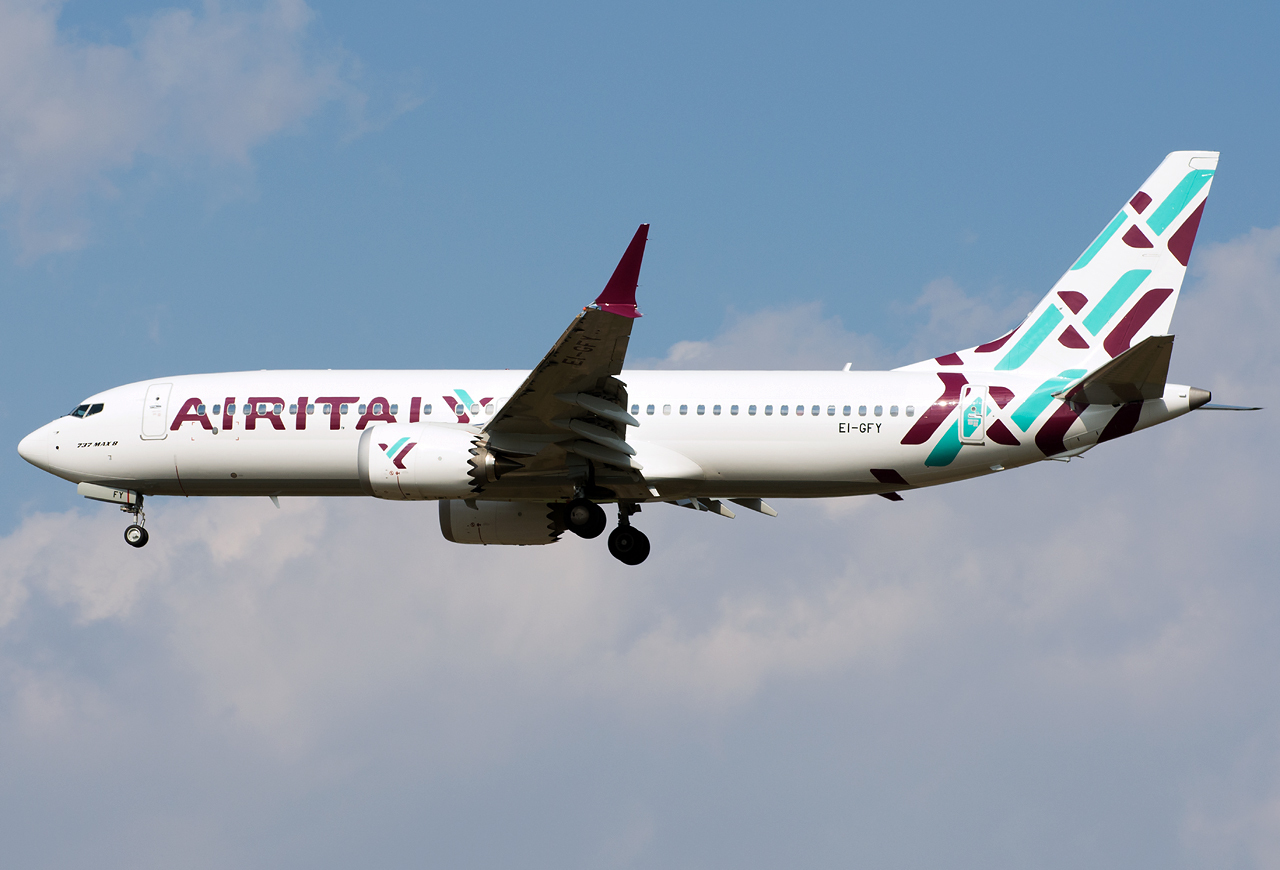
ボーイング737MAX8

当初エア・イタリーは、ボーイング737MAX8を20機、カタール航空からリースされたボーイング787-8を30機の計50機を導入し、2022年までに機材の一新を図る予定であった。また、その繋ぎとして、2018年から2019年にA330‐200を5機、カタール航空からリースした。しかし、カタール航空においてB787‐8の置き換えとなるはずだったB787‐9の納入遅延、B737MAXの運航停止により、計画は順調に進まなかった。そのため、A330‐200での長距離路線拡大を決定、さらにB737MAXの発注をエアバスA320シリーズへ切り替えることも検討している。